# 黎曼猜想
黎曼猜想（英語：Riemann hypothesis，RH）由德国數學家波恩哈德·黎曼於1859年提出。它是數學中一個重要而又著名的未解決的問題，有「猜想界皇冠」之稱，多年來它吸引了許多出色的數學家為之絞盡腦汁。其猜想為：
黎曼ζ函數，
{\displaystyle \zeta (s)={\frac {1}{1^{s}}}+{\frac {1}{2^{s}}}+{\frac {1}{3^{s}}}+{\frac {1}{4^{s}}}+\cdots }。
非平凡零點（在此情況下是指{\displaystyle s}不為{\displaystyle -2}、{\displaystyle -4}、{\displaystyle -6\cdots }等點的值）的實數部份是{\displaystyle {\frac {1}{2}}}。

黎曼猜想是關於黎曼ζ函數{\displaystyle \zeta (s)}的零點分佈的猜想。黎曼ζ函數在任何複數{\displaystyle s\neq 1}上有定義。它在負偶數上也有零點（例如，當{\displaystyle s=-2,s=-4,s=-6,\cdots }）。這些零點是「平凡零點」。黎曼猜想關心的是非平凡零點。
黎曼猜想提出：
黎曼ζ函數非平凡零點的實數部份是{\displaystyle {\frac {1}{2}}}
即所有的非平凡零點都應該位於直線{\displaystyle {\frac {1}{2}}+it}（“臨界綫”）上。{\displaystyle t}為一實數，而{\displaystyle i}為虛數單位。沿臨界綫的黎曼ζ函數有時通過Z-函數進行研究。它的實零點對應於ζ函數在臨界綫上的零點。
素数在自然数中的分布问题在纯粹数学和应用数学上都很重要。素数在自然数中的分布並没有簡單的規律。黎曼（1826－1866）发现素数出现的频率与黎曼ζ函數紧密相关。
1901年Helge von Koch指出，黎曼猜想與强条件的素數定理{\displaystyle \pi \left(x\right)=\operatorname {Li} (x)+O\left({{\sqrt {x}}\ln x}\right)}等價。现在已经验证了最初的1,500,000,000个素數對這個定理都成立。但是是否所有的解對此定理都成立，至今尚無人給出證明。
黎曼猜想之所以被認爲是當代數學中一個重要的問題，主要是因為很多深入和重要的數學甚至是部分物理結果都能在它成立的大前提下得到證明。大部份數學家也相信黎曼猜想的正確性（約翰·恩瑟·李特爾伍德與阿特勒·塞爾伯格曾提出懷疑。塞爾伯格于晚年部分改變了他的懷疑立場。在1989年的一篇論文中，他猜測黎曼猜想對更廣泛的一類函數也應當成立）。克雷數學研究所設立了$1,000,000美元的奬金給予第一個得出正確證明的人。

## 歷史

黎曼ζ函數在臨界線上的實部（紅色）和虛部（藍色）。我們可以看到最起初的幾個非平凡零點就位於和上。

黎曼ζ函數實部與虛部的數值比較圖，也就是 vs. ，沿著臨界線， 由0到34

黎曼1859年在他的論文《》中提及了這個著名的猜想，但它並非該論文的中心目的，他也沒有試圖給出證明。黎曼知道ζ函數的不平凡零點對稱地分佈在直線{\displaystyle s={\frac {1}{2}}+it}上，以及他知道它所有的不平凡零點一定位於區域{\displaystyle 0\leq {\text{Re}}(s)\leq 1}中。
1896年，雅克·阿達馬和分別獨立地證明了在直線{\displaystyle {\text{Re}}(s)=1}上沒有零點。連同了黎曼對於不非凡零點已經證明了的其他特性，這顯示了所有不平凡零點一定處於區域{\displaystyle 0<{\text{Re}}(s)<1}上。這是質數定理第一個完整證明中很關鍵的一步。
1900年，大卫·希尔伯特將黎曼猜想包括在他著名的23條問題中，與哥德巴赫猜想一起組成了希爾伯特名單上的第8號問題。同时黎曼猜想也是希尔伯特问题中唯一一个被收入克雷数学研究所的千禧年大獎難題的。希尔伯特曾说，如果他在沉睡1000年后醒来，他将问的第一个问题便是：黎曼猜想得到证明了吗？
1914年，高德菲·哈羅德·哈代證明了有無限個零點在直線{\displaystyle {\text{Re}}(s)={\frac {1}{2}}}上。然而仍然有可能有無限個不平凡零點位於其它地方（而且有可能是最主要的零點）。後來哈代與約翰·恩瑟·李特爾伍德在1921年及塞爾伯格在1942年的工作（臨界線定理）也就是計算零點在臨界線{\displaystyle {\text{Re}}(s)={\frac {1}{2}}}上的平均密度。
近年來的工作主要集中於清楚的計算大量零點的位置（希望藉此能找到一個反例）以及對處於臨界線以外零點數目的比例置一上界（希望能把上界降至零）。

## 黎曼猜想與質數定理
黎曼猜想傳統的表達式隠藏了這個猜想的真正重要性。黎曼ζ函數與質數的分佈有著深厚的連結。Helge von Koch在1901年證明了黎曼猜想等價於質數定理一個可觀的強化：給出任何{\displaystyle \varepsilon >0}，我們有
{\displaystyle \left|\pi (x)-\int _{0}^{x}{\frac {\mathrm {d} t}{\ln(t)}}\right|=O(x^{1/2+\varepsilon }),}
式中{\displaystyle \pi (x)}為質數計數函數，{\displaystyle \ln(x)}為{\displaystyle x} 的自然對數，以及右手邊用上了大O符號。一個由Lowell Schoenfeld提出的非近似版本，表示黎曼猜想等價於：{\displaystyle \left|\pi (x)-\int _{0}^{x}{\frac {\mathrm {d} t}{\ln(t)}}\right|<{\frac {1}{8\pi }}{\sqrt {x}}\,\ln(x),\qquad {\text{for all }}x\geq 2657}。
黎曼ζ函數的零點與質數滿足一個稱為明確公式的對偶性，這表明了：在调和分析的意義下，黎曼ζ函數的零點可視為質數分佈的谐波。
將黎曼ζ函數代為更一般的L-函數，此時仍有相應的猜想：整體L-函數的非平凡零點的實部必等於{\displaystyle 1/2}。這被稱為廣義黎曼猜想。函數域上的廣義黎曼猜想已被證明，數域的情形仍懸而未決。

## 黎曼猜想之結果及其等價命題
黎曼猜想的實際用途包括一些在黎曼猜想成立前提底下能被證明為真的命題，當中有些更被證明了跟黎曼猜想等價。其中一個就是以上素數定理誤差項的增長率。

### 默比烏斯函數的增長率
其中一個命題牽涉了默比烏斯函數{\displaystyle \mu }。命題「等式
{\displaystyle {\frac {1}{\zeta (s)}}=\sum _{n=1}^{\infty }{\frac {\mu (n)}{n^{s}}}}
在{\displaystyle s}的實部大於{\displaystyle {\frac {1}{2}}}的時候成立，而且右邊項的和收斂」就等價於黎曼猜想。由此我們能夠總結出假如Mertens函數的定義為
{\displaystyle M(x)=\sum _{n\leq x}\mu (n)}
那黎曼猜想就等價於對任何{\displaystyle \varepsilon >0}都有
{\displaystyle M(x)=O(x^{1/2+\varepsilon })}，
這將會對於{\displaystyle M}的增長給出了一個更緊的限制，因為即使沒有黎曼猜想我們也能得出
{\displaystyle M(x)\neq o(x^{\frac {1}{2}})}
（關於這些符號的意思，見大O符號。）

### 積性函數增長率
黎曼猜想等價於一些除{\displaystyle \mu (n)}以外一些積性函數增長率的猜想。例如，因數函數{\displaystyle \sigma (n)}由下式給出：
{\displaystyle \sigma (n)=\sum _{d\mid n}d}
那在{\displaystyle n>5040}的時候，
{\displaystyle \sigma (n)<e^{\gamma }n\ln \ln n}，
這名為Robin定理並在1984年以Guy Robin命名。另一個有關的上限在2002年由Jeffrey Lagarias提出，他證明了黎曼猜想等價於命題「對於任意自然數{\displaystyle n}，
{\displaystyle \sigma (n)\leq H_{n}+\ln(H_{n})e^{H_{n}}}
而{\displaystyle H_{n}}為第{\displaystyle n}個调和数{\displaystyle H_{n}:=1+{\frac {1}{2}}+\ldots +{\frac {1}{n}}}。

### 里斯判準與二項式係數和
里斯判準由里斯在1916年給出，它斷言黎曼猜想等價於下式對所有{\displaystyle \epsilon >0}成立
{\displaystyle -\sum _{k=1}^{\infty }{\frac {(-x)^{k}}{(k-1)!\,\zeta (2k)}}=O\left(x^{1/4+\epsilon }\right)}
哈代稍後於1918年以波萊爾求和法及梅林變換證明了下式的積分表法。
{\displaystyle -\sum _{k=1}^{\infty }{\frac {(-x)^{k}}{(k-1)!\,\zeta (2k)}}=f(x)}
其它相關的積性函數的增長率也具有與黎曼猜想等價的表述。
考慮二項式係數和
{\displaystyle c_{k}=\sum _{j=0}^{k}(-1)^{j}{k \choose j}{\frac {1}{\zeta (2j+2)}}}，
Báez-Duarte與Flajolet、Brigitte Vallée證明了黎曼猜想等價於對所有的{\displaystyle \epsilon >0}下式成立
{\displaystyle c_{k}\ll k^{-3/4+\epsilon }}。
類似的還有以下級數
{\displaystyle d_{k}=\sum _{j=2}^{k}(-1)^{j}{k \choose j}{\frac {1}{\zeta (j)}}}。
對此。Flajolet與Vepstas證明了黎曼猜想等價於對所有的{\displaystyle \epsilon >0}下式成立
{\displaystyle |d_{n}|<C_{\epsilon }n^{1/2+\epsilon }}
其中的{\displaystyle C_{\epsilon }}是依賴於{\displaystyle \epsilon }的某個常數。

### 韋伊判準、李判準
韋伊判準斷言某些函數的正定性等價於廣義黎曼猜想。與此相似的還有李判準，這斷言某些數列的正性等價於黎曼猜想。

### 与法里數列的關係
另外兩個跟黎曼猜想等價的命題牽涉了法里數列。假如{\displaystyle F_{n}}是法里數列中的第{\displaystyle n}項，由{\displaystyle {\frac {1}{n}}}開始而終於{\displaystyle {\frac {1}{1}}}，那命題「給出任何{\displaystyle e>{\frac {1}{2}}}
{\displaystyle \sum _{i=1}^{m}|F_{n}(i)-i/m|=O(n^{e})}
」等價於黎曼猜想。在這裏{\displaystyle m=\sum _{i=1}^{n}\phi (i)}是法里數列中{\displaystyle n}階項的數目。類似地等價於黎曼猜想的命題是「給出任何{\displaystyle e>-1}.
{\displaystyle \sum _{i=1}^{m}(F_{n}(i)-i/m)^{2}=O(n^{e})}」

### 跟群論的關係
黎曼猜想等價於群論中的一些猜想。舉例說，{\displaystyle g(n)}，是對稱群{\displaystyle S_{n}}的所有元素的秩之中，最大的一個，也就是蘭道函數，則黎曼猜想等價於：對夠大的{\displaystyle n}，下式成立：
{\displaystyle \ln g(n)<{\sqrt {\operatorname {Li} ^{-1}(n)}}}。

### 临界线定理
黎曼猜想等價於命題「{\displaystyle \zeta (s)}的導函數{\displaystyle \zeta '(s)}在區域
{\displaystyle 0<{\text{Re}}(s)<{\frac {1}{2}}}
上無零點。」
函數ζ在臨界線上只有單零點的充要條件是其導函數在臨界線上非零。所以若黎曼猜想成立，命題中的非零區域可以延伸為{\displaystyle 0<{\text{Re}}(s)\leq {\frac {1}{2}}}。這條進路帶來了一些成果。Norman Levinson將此條件加細，從而得到了較強的臨界線定理。

## 已否證的猜想
一些比黎曼猜想強的猜想曾被提出，但它們有被否證的趨勢。Paul Turan證明了假如級數
{\displaystyle \sum _{n=1}^{M}n^{-s}}
當{\displaystyle {\text{Re}}\left(s\right)>1}時沒有零點，則黎曼猜想成立，但Hugh Montgomery證明了這前提並不成立。另一個更強的默滕斯猜想也同樣被否證。

## 相對弱的猜想

### 林德勒夫猜想
黎曼猜想有各種比較弱的結果；其中一個是由芬蘭數學家恩斯特·列奧納德·林德勒夫（Ernst Leonard Lindelöf）所提出，關於ζ函數於臨界線上的增長速度的猜想，表明了給出任意的{\displaystyle e>0}，當{\displaystyle t}趨向無限，
{\displaystyle \zeta \left({\frac {1}{2}}+it\right)=O(t^{e})}。
記第{\displaystyle n}個素數為{\displaystyle p_{n}}，一個由英國數學家阿爾伯特·英厄姆(Albert Ingham)得出的結果顯示，林德勒夫猜想將推導出「給出任意{\displaystyle e>0}，對足夠大的{\displaystyle n}有
{\displaystyle p_{n+1}-p_{n}<p_{n}^{{\frac {1}{2}}+e}}」
不過這個結果比大素數間隙猜想弱，詳如下述。

### 大質數間隙猜想
另一個猜想是大質數間隙猜想。哈拉爾德·克拉梅爾證明了：假設黎曼猜想成立，質數{\displaystyle p}與其後繼者之間的間隙將會為{\displaystyle O({\sqrt {p}}\ln p)}。平均來說，該間隙的階僅為{\displaystyle O(\ln p)}，而根據數值計算結果，它的增長率並不似黎曼猜想所預測的那麼大。

## 證明黎曼猜想的嘗試
過去的一百多年，許多數學家聲稱證明了黎曼猜想。截至2015年為止，尚有一些證明還未被驗證；但它們都被數學社群所質疑，多數專家並不相信它們是正確的。艾希特大學的Matthew R. Watkins為這些或是嚴肅或是荒唐的證明編輯了一份列表。其他一些證明可在arXiv數據庫中找到。
2018年9月24日迈克尔·阿蒂亚爵士声称证明黎曼猜想。他用精细结构常数作為一個主要成分用以證明，然而由於一個物理觀測數字能否用於純數學領域證明題產生爭議，而精细结构常数本身的由來理由還是謎團，且該數字是否全宇宙永恆不變有重大疑問，阿蒂亚爵士則主張「數學是物理學的理想化版本」所以兩領域之間的學問可以共通共用。導致本次證明以疑慮和失敗論點者居多无法使大部分数学家信服。

### 黎曼猜想證明的可能的着手方向
由於黎曼猜想是有關二維變量（臨界線（critical line）上的虛數解和黎曼ζ函數中的自然數變量{\displaystyle n}）的問題，故不但要考慮在二維變量下的情況，似乎還可以從更高維數（例如三或四維甚至更高維）變量的情況下來考慮問題。
另外，由於黎曼猜想從本質上來說是證明一個方程的非平凡的複數解必然是{\displaystyle {\frac {1}{2}}+b\mathbf {i} }的形式（{\displaystyle b}是實數，{\displaystyle \mathbf {i} }是虛數單位），因此應該與代數學是密不可分的；就是說，代數幾何、代數數論甚至代數拓撲等學科的知識是不可缺少的。如果能從上述幾個分支學科之間找到新的聯繫，以及對這些分支學科有進一步的新發現，那可能可以爲證明黎曼猜想打下基礎，或爲黎曼猜想的證明做好準備。

### 與算子理论的可能聯繫
長久以來，人們猜測黎曼猜想的「正解」是找到一個適當的自伴算符，再由實特徵值的判準導出{\displaystyle \zeta (s)}零點實部的資訊。在此方向上已有許多工作，卻仍未有決定性的進展。
黎曼ζ函數的統計學性質與隨機矩陣的特徵值有許多相似處。這為希爾伯特-波利亞猜想提供了一些支持。
在1999年，Michael Berry與Jon Keating猜想經典哈密頓函數{\displaystyle H=xp}有某個未知的量子化{\displaystyle {\hat {H}}}，使得下式成立
{\displaystyle \zeta (1/2+\mathbf {i} {\hat {H}})=0}
更奇特的是，黎曼ζ函數的零點與算子{\displaystyle 1/2+i{\hat {H}}}的譜相同。正則量子化的情形則相反：正則量子化引致海森堡測不準原理{\displaystyle [x,p]=1/2}，並使量子諧振子的譜為自然數。重點在於，所求的哈密頓算符應當是個閉自伴算符，方能滿足希爾伯特-波利亞猜想之要求。

## 搜尋ζ函數的零點

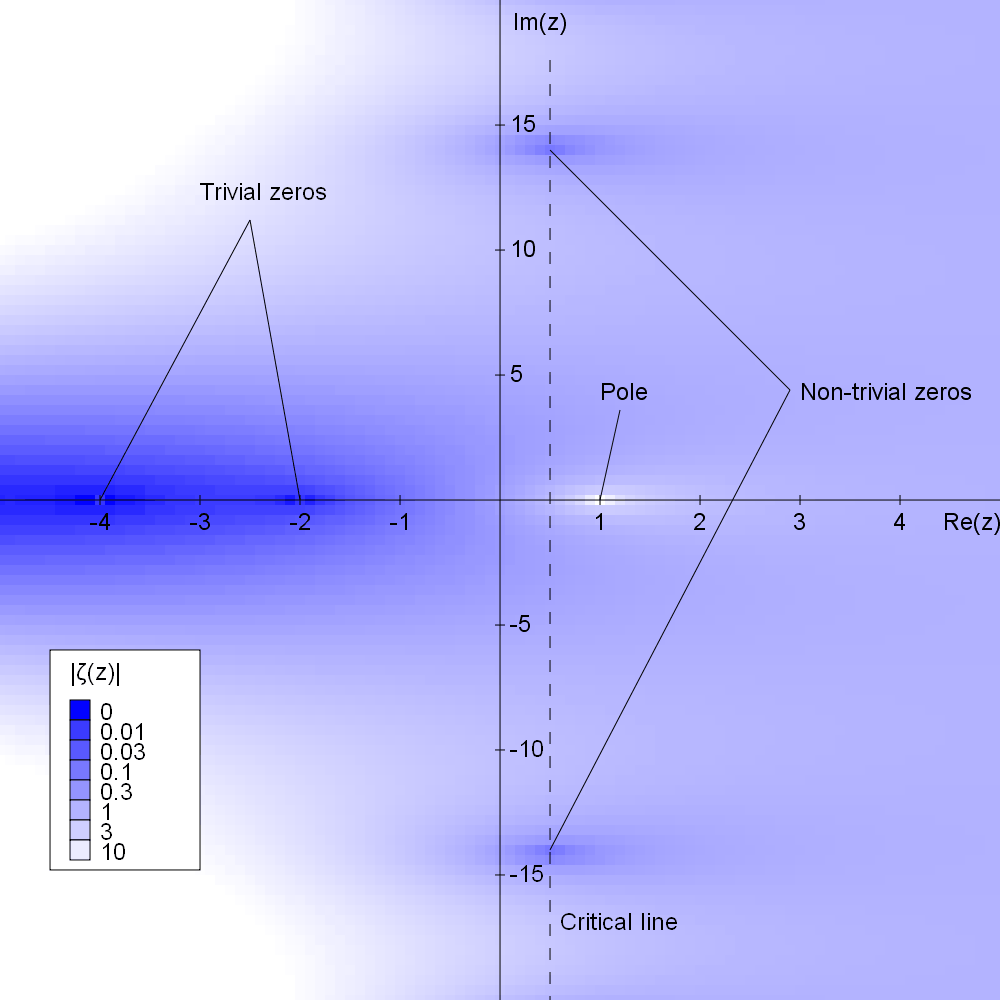
ζ函數的絕對值。

關於電腦計算上找尋ζ函數零點越多越好的嘗試，已經有一段很長的歷史了。其中一個出名的嘗試乃ZetaGrid，一個分散式計算的計劃，一天可檢查上十億個零點。這計劃在2005年11月終止。直至2006年沒有計算計劃成功找到黎曼猜想的一個反例，這一型類窮盡法的結果再次吻合了眾多科學家在「直覺」上認知黎曼猜想為真的傾向，但不能成為最終數學證明。
2004年，Xavier Gourdon與Patrick Demichel透過Odlyzko-Schönhage algorithm驗證了黎曼猜想的頭十兆個非平凡零點。而Michael Rubinstein給了公眾一個算法去算出零點。

## 相關
- 埃拉托斯特尼筛法
- 素数
- 素数公式
- 素数判定法则
- 广义黎曼猜想

### 引用
1. ↑  Mathematical mysteries: the beauty and magic of numbers By Calvin C. Clawson, page 258
2. ↑  Helge von Koch, "Sur la distribution des nombres premiers", Acta Mathematica 24 (1901), pp. 159–182.
3. ↑  M.Riesz, "Sur l'hypothèse de Riemann", Acta Mathematica, 40 (1916) pp185-190.
4. ↑  Luis Báez-Duarte, "A New Necessary and Sufficient Condition for the Riemann Hypothesis" (2003) ArXiv math.NT/0307215
5. ↑  Luis Báez-Duarte, "A sequential Riesz-like criterion for the Riemann hypothesis", Internation Journal of Mathematics and Mathematical Sciences, 21, pp. 3527-3537 (2005)
6. ↑  Philippe Flajolet and Brigitte Vallée, "Continued fractions, comparison algorithms and fine structure constants", In Micheal Théra, Constructive, Experimental and Nonlinear Analysis volume 27 of Canadian Mathematical Society Conference Proceedings (2000) pp.53-82 AMS, Providence RI
7. ↑  Philippe Flajolet and Linas Vepstas, "On differences of zeta values", ArXiv math.CA/0611332
8. ↑  . 2007-07-18.[]
9. ↑  黎曼猜想中秋节被证明了？数学家同行淡然并质疑 （页面存档备份，存于）.cnBeta.
10. ↑  .   [2018-10-16]. （原始内容存档于2022-03-31）.